# ¡Adios Esteban!
¡Adios Esteban! é o primeiro álbum de estúdio de Esteban.

## Faixas
Todas as faixas compostas por Rodrigo Tavares exceto onde anotado.
1. "Canal 12" - 4:07
2. "Pianinho" - 3:16
3. "Visita" - 5:00
4. "Muda" - 5:51
5. "Sophia" - 4:48
6. "Muito Além do Sofá" - 4:52 (Rodrigo Tavares, Carolinie Figueiredo)
7. "Sua Canção" - 4:41
8. "Segunda-feira" - 4:16
9. "Sinto Muito Blues" - 4:52 (com Humberto Gessinger)
10. "(Eu Sei) Você Esqueceu" - 5:53
11. "Tudo Pra Você" - 2:58
12. "¡Adiós, Sophia!" - 2:43

## Recepção e divulgação
| Críticas profissionais | Críticas profissionais |
| Avaliações da crítica  | Avaliações da crítica  |
| Fonte                  | Avaliação              |
| ---------------------- | ---------------------- |
| Rolling Stone          | [ 4 ]                  |

O álbum recebeu boas críticas da mídia especializada e público, figurando entre os álbuns mais importantes de 2012.
A canção "Canal 12" ficou entre as mais pedidas em algumas rádios.
Para divulgar o álbum Esteban fez uma turnê pelas principais cidades brasileiras.

## Créditos
- Rodrigo Tavares - vocal, baixo, guitarra, piano, bateria; acordeon
- Paulinho Goulart - acordeon;
- 1berto Gessinger - vocal em "Sinto Muito Blues" e "¡Tchau, Radar!";
- Carolinie Figueiredo - vocal em "Muito Além do Sofá".